# Tennistoernooi van Madrid 2010
Het tennistoernooi van Madrid van 2010 werd van 8 tot en met 16 mei 2010 gespeeld op de gravel-banen van het Manzanares Park Tennis Center ("Caja Mágica") in de Spaanse hoofdstad Madrid. De officiële naam van het toernooi was Mutua Madrileña Madrid Open.
Het toernooi bestond uit twee delen:
- WTA-toernooi van Madrid 2010, het toernooi voor de vrouwen
- ATP-toernooi van Madrid 2010, het toernooi voor de mannen

ATP-toernooi van Madrid – WTA-toernooi van Madrid

2009 · 2010 · 2011 · 2012 · 2013 · 2014 · 2015 · 2016 · 2017 · 2018 · 2019 · 2020 · 2021 · 2022 · 2023 · 2024